# Gold’s Gym

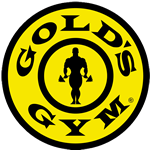
Logo siłowni w kształcie talerza.

Gold’s Gym – siłownia stworzona przez Joe Golda, jest najbardziej prestiżowym miejscem treningu siłowego i dyscyplin pokrewnych (boks, fitness) na świecie. Początkowo znajdowała się tylko w Kalifornii, gdzie między innymi trenował Arnold Schwarzenegger. Obecnie jest to sieć siłowni funkcjonujących w 21 państwach (stan na 21.03.2014) pod tą właśnie nazwą.